# セワシ
- 藤子不二雄（連載） > 藤子・F・不二雄（著作） > ドラえもん > 登場人物 > セワシ
- 藤子不二雄 > アニメ > ドラえもん > 登場人物 > セワシ

セワシは、藤子・F・不二雄の漫画作品『ドラえもん』に登場する架空の人物。のび太としずかの孫の孫（のび太本人から数えて5代目、玄孫）、のび助と玉子の孫の孫の子（のび助本人から数えて6代目、来孫）、ノビスケの曾孫。

## 人物・性格
2125年2月時点で、小学4年生。のび太の玄孫で、ドラえもんの本来の持ち主。メガネは掛けていないが高祖父ののび太にそっくりの外見で、性格に関してはおちついた優男タイプ。高祖父であるのび太がだらしなくふがいないのに対して、セワシはある程度しっかり者らしく、面倒見のよい性格として描かれている。腕っぷしも強く、のび太に代わって3人組の不良中学生らに単独で喧嘩を挑んだ事もある。成績は悪くはないが、サボりがちであり、ドラえもんやドラミに叱られることが多い。
のび太のもとへドラえもんを送った時の説明によると、のび太が会社経営に失敗して残した借金が、セワシの代になっても返せないほど膨れ上がったことにより家はとても貧乏で、お年玉はたった50円だった。そのため、所有の子守ロボット・ドラえもんをのび太の元へ送り込み矯正することで一族の運命転換を図る。
のび太のことを「（ひいひい）おじいちゃん」。しずかのことを「（ひいひい）おばあちゃん」と呼ぶが、両者共呼ばれることを嫌がっている。ドラえもん同様に毒舌な面も見られ、悪びれる事なくのび太を悪し様に言う事もある。しかし、仲は決して険悪ではなく、「おじいちゃん」「セワシくん」と呼び合いながらも同年代の子供同士として会話を弾ませたり、ドラえもんとドラミに対する愚痴をこぼし合ったりする。未来世界がインベーダーに侵略された（という設定のゲームにのび太が巻き込まれた）ときは、2人のタッグプレイで宇宙人を撃墜している。また、野比一族の系譜についても調査しているようで、歴史上どの先祖が問題のある人物かを調べ、戦国時代の祖先の元へドラミを派遣したこともあった。
ドラえもんとの出会いは、セワシが赤ん坊のときにロボットオーディションで誰からもスカウトされなかったドラえもんを間違えて購入ボタンを押してしまい、セワシもドラえもんに懐いていたため両親も承諾し、そのままセワシの家に住むことになった（1995年のアニメ映画『2112年 ドラえもん誕生』での設定）。
赤ちゃんの頃から小学生になるまでドラえもんに育てられた。添い寝をしたり、一緒に遊んだりと22世紀の子供らしい生活を送った。ドラえもんの送り主である事から連載当初、ドラえもんは彼の子分と紹介されている。
セワシがドラえもんをかたどった人形を粘土で作っていた際に、耳を上手く作れなかったためネズミ型ロボットに人形の耳を作るよう頼んだが正しく伝えることができず、ネズミ型ロボットはドラえもん本人の耳を人形の耳の形に合わせようとかじってしまった。ドラえもんはそのまま入院し、さらには医療ミスにより耳を切断する羽目になり、そのショックで病院を逃亡してしまう。ドラえもんは元気を取り戻すために「元気の素」を飲んだつもりが誤って「悲劇の素」を飲んでしまい、3日間泣き続けたせいで声は枯れ、体の黄色いメッキも剥がれた。いなくなってしまったドラえもんを探しに出たセワシは行方不明となり、誘拐されかけたところをドラえもんに助けられる。変わり果てた姿のドラえもんを見てもすぐにドラえもんだとわかった。
最初は生活が困窮している設定だったが、『2112年ドラえもん誕生』ではタワーマンションのような場所に住み、それほど困窮している様子は見られない。補佐用ロボットのドラミもいる。
連載初期の『ドラえもん』は「のび太を助けようとするも現代の常識からズレていて事態をより悪化させるドラえもん」という設定だったため、セワシはドラえもんとのび太が危機に陥る際に駆けつける役割でしばしば登場していた。ドラえもんの送り主ということもあり、頼りないドラえもんのフォローに回っている描写がある。
ジャイアン・スネ夫・出木杉との交流も描かれており、各人を22世紀に連れていく話もテレビアニメで描かれている。

## 22世紀での暮らし
機械による家事のオートメーション化、ロボットによる養育、両親は不在がちといった環境で育った典型的な「22世紀っ子」。親と一緒に登場することはほとんどなく、ドラミに生活上の面倒を見てもらっている。『小学四年生』2125年2月号を購読している 。
初期原作とテレビアニメ第1作のみ、後にドラえもんに続く第2のロボット・ガチャ子を送り込んでいる。自分用のタイムマシンを持っている。未来ではレンタルサービスも行われているらしく、セワシがドラミにタイムマシンを隠されたため、野球ボールのような形のレンタルタイムマシンを借りてのび太たちの時代へ逃げてきたというエピソードもある。

## 声優
- 山本圭子（初代：テレビアニメ第1作）
- 太田淑子（2代目：テレビアニメ第2作第1期）
- 松本さち（3代目：テレビアニメ第2作第2期）

## 関連人物
両親、祖父
野比のび太#子孫を参照。
友人
21巻「未来の町にただひとり」にはジャンボ（ジャイアンにそっくりな少年）、スネ夫にそっくりな少年、静香にそっくりな少女が登場する。
アニメ映画『ドラミちゃん ハロー恐竜キッズ!!』には友人としてミエ吉とアントンが登場する。